# László Nagy (pattinatore)
László Nagy (Szombathely, 13 agosto 1927 – 19 aprile 2005) è stato un pattinatore artistico su ghiaccio ungherese.
Ha gareggiato negli anni '40 e '50 insieme alla sorella Marianna Nagy.

## Palmarès
Coppie con Marianna Nagy
| Internazionali            | Internazionali | Internazionali | Internazionali | Internazionali | Internazionali | Internazionali | Internazionali | Internazionali | Internazionali | Internazionali | Internazionali |
| Evento                    | 1948           | 1949           | 1950           | 1951           | 1952           | 1953           | 1954           | 1955           | 1956           | 1957           | 1958           |
| ------------------------- | -------------- | -------------- | -------------- | -------------- | -------------- | -------------- | -------------- | -------------- | -------------- | -------------- | -------------- |
| Giochi olimpici invernali | 7°             |                |                |                | 3°             |                |                |                | 3°             |                |                |
| Campionati mondiali       | 7°             | 4°             | 3°             |                |                | 3°             |                | 3°             |                |                | 7°             |
| Campionati europei        |                | 2°             | 1°             |                | 3°             | 2°             |                | 1°             | 2°             | 2°             | 4°             |
| Nazionali                 |                |                |                |                |                |                |                |                |                |                |                |
| Campionati ungheresi      |                |                | 1°             | 1°             | 1°             |                | 1°             | 1°             | 1°             | 1°             | 1°             |